# Carcabuey
Carcabuey is een gemeente in de Spaanse provincie Córdoba in de regio Andalusië met een oppervlakte van 80 km². In 2007 telde Carcabuey 2752 inwoners.

## Demografische ontwikkeling
Bron: INE, 1857-2011: volkstellingen